# Fokino (Kraj Nadmorski)
Fokino (ros. Фо́кино, Szkotowo-17, Tichookieanskij) – miasto zamknięte w Rosji, w kraju nadmorskim, pomiędzy Władywostokiem, a Nachodką. Liczy około 26 tys. mieszkańców.
Fokino jest miastem zamkniętym ze względu na to, że znajduje się tu baza Rosyjskiej Floty Pacyfiku. Cudzoziemcy na wjazd do miasta potrzebują specjalnego pozwolenia. Otwarte dla turystów są natomiast wyspy Ostrow Putiatina i Ostrow Askolda, znajdujące się w granicach administracyjnych miasta. Ostrow Putiatina odwiedza około 2000 turystów rocznie. Przyciąga ich bogata fauna i flora wyspy. Mieszkańcy Ostrowa Putiatina zajmują się rybołówstwem oraz hodowlą norek.